# Larvální toxokaróza

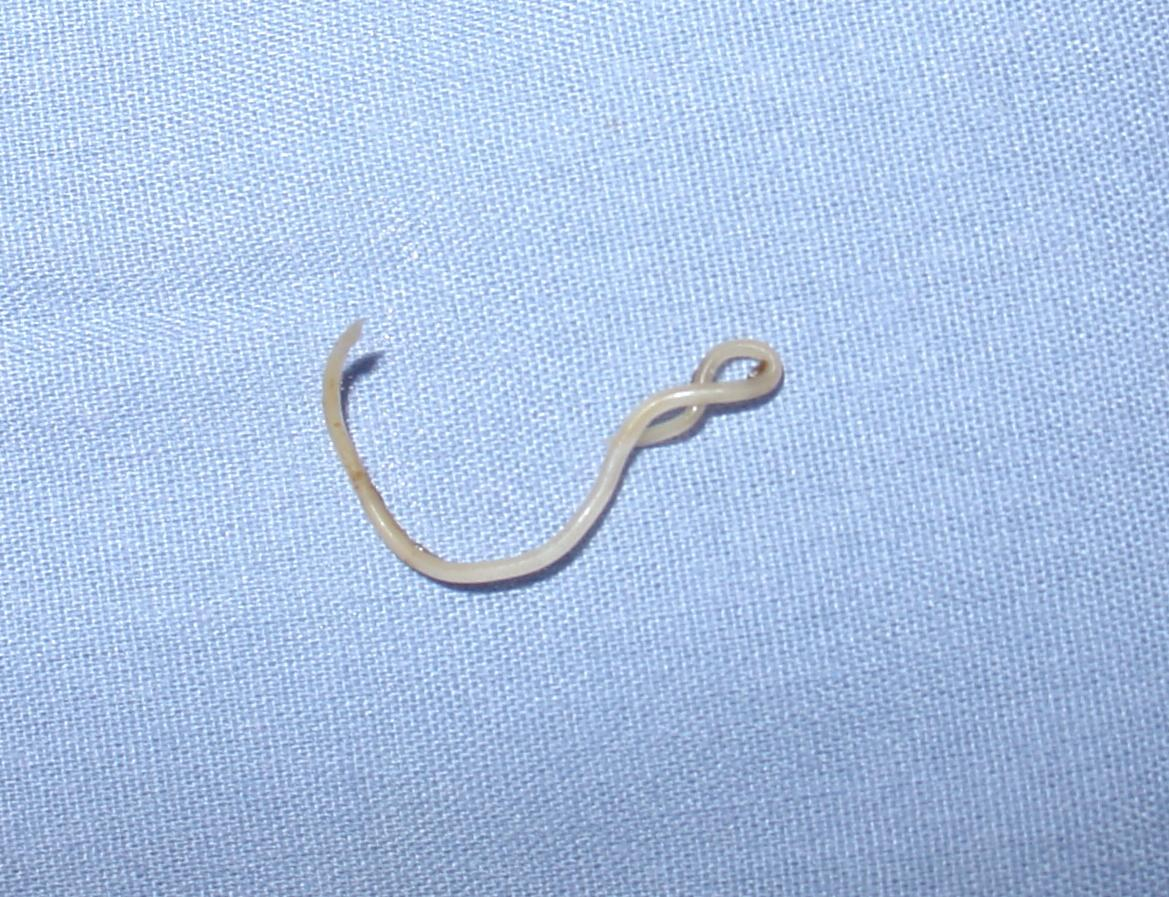
Dospělá škrkavka psí

Larvální toxokaróza (nebo jen toxokaróza) je parazitární onemocnění člověka způsobené škrkavkami Toxocara canis (škrkavka psí) a Toxocara cati (škrkavka kočičí). Infekce je charakterizována přítomností migrujících larev škrkavek (larva migrans) v různých orgánech. Larvy ve tkáních vyvolávají zánět s tvorbou granulomů. Rozlišuje se forma oční, kdy se larvy lokalizují v oku (larva migrans ocularis) a forma orgánová (larva migrans visceralis).

## Původce
Původcem onemocnění jsou hlístice T. canis nebo T. cati z čeledi Ascarididae. Přestože většina prací o larvální toxokaróze u lidí se týká T. canis, je třeba vzít v úvahu i zoonotický potenciál T. cati. Kromě toho odlišit, zda se jedná o infekci larvami druhu T. canis nebo kočičím druhem T. cati je extrémně obtížné. Jediným nepříliš přesným rozlišovacím parametrem je průměr larvy při bioptickém vyšetření (histologické vyšetření vzorku lidské tkáně obsahující části larvy). Z důvodu zkřížené reakce nelze ani sérologickým vyšetřením příbuzné druhy rozlišit. Mimo škrkavky T. canis a T. cati přicházejí v úvahu jako původci larvální toxokarózy člověka i jiné druhy z rodu Toxocara. U kočkovitých šelem v Asii byly popsány další nové druhy T. malayasiensis  a T. lyncis. Nicméně infekce člověka těmito druhy dosud nebyla prokázána.

## Historie onemocnění
Poprvé byla larvální toxokaróza popsána v roce 1950, kdy byla z granulomu na sítnici malého dítěte izolována larva hlístice neznámého původu. O rok později byl publikován nález larev Toxocara spp. v mozku malého chlapce, který umřel v důsledku akutního zánětu mozkových blan. Roku 1952 Beaver a kolektiv popsali sérii podobných klinických případů u dětských pacientů, kteří vykazovali výraznou eosinofilii a multisystémové onemocnění neznámého původu. Při histopatologickém vyšetření vzorků tkání od těchto pacientů byly diagnostikovány larvy škrkavek. Od té doby, byly larvy Toxocara spp. nacházeny v různých lézích oka a dalších mnoha orgánů (játra, mozek, plíce) po celém světě.